# Rocío Vázquez

Rocío Vázquez (Buenos Aires, 31 de octubre de 2001) es una jugadora de futsal y fútbol argentina. Surgida del semillero azulgrana de futsal femenino en 2016, su gran rendimiento en inferiores la llevó al plantel de primera división de futsal y al de fútbol once donde llegaría a integrar varias veces las selecciones juveniles sub-17 y sub-20 disputando los torneos Sudamericanos sub-17 de 2018 y el torneo Sudamericano sub-20 de 2020. En 2019 fue una de las 15 jugadoras elegidas por San Lorenzo para firmar los primeros contratos de fútbol femenino profesional de Argentina.

## Debut en AFA y las inferiores en San Lorenzo
Sus comienzos en las competencias de la Asociación del Fútbol Argentino fueron en las inferiores del futsal de San Lorenzo de Almagro. Tuvo su debut el 1 de julio de 2016 con 14 años en el partido de tercera división frente a Unión de Ezpeleta. Desde el día de su debut ya se podía apreciar que era una jugadora con grandes condiciones ya que en aquel partido sería una de las figuras convirtiendo dos tantos para la victoria por 8-0 del conjunto azulgrana. Al poco tiempo se convertiría en la número 10 del plantel de tercera con el que lograría los torneos Apertura 2017, Clausura 2019, Anual 2019 y la Copa de Oro 2021.

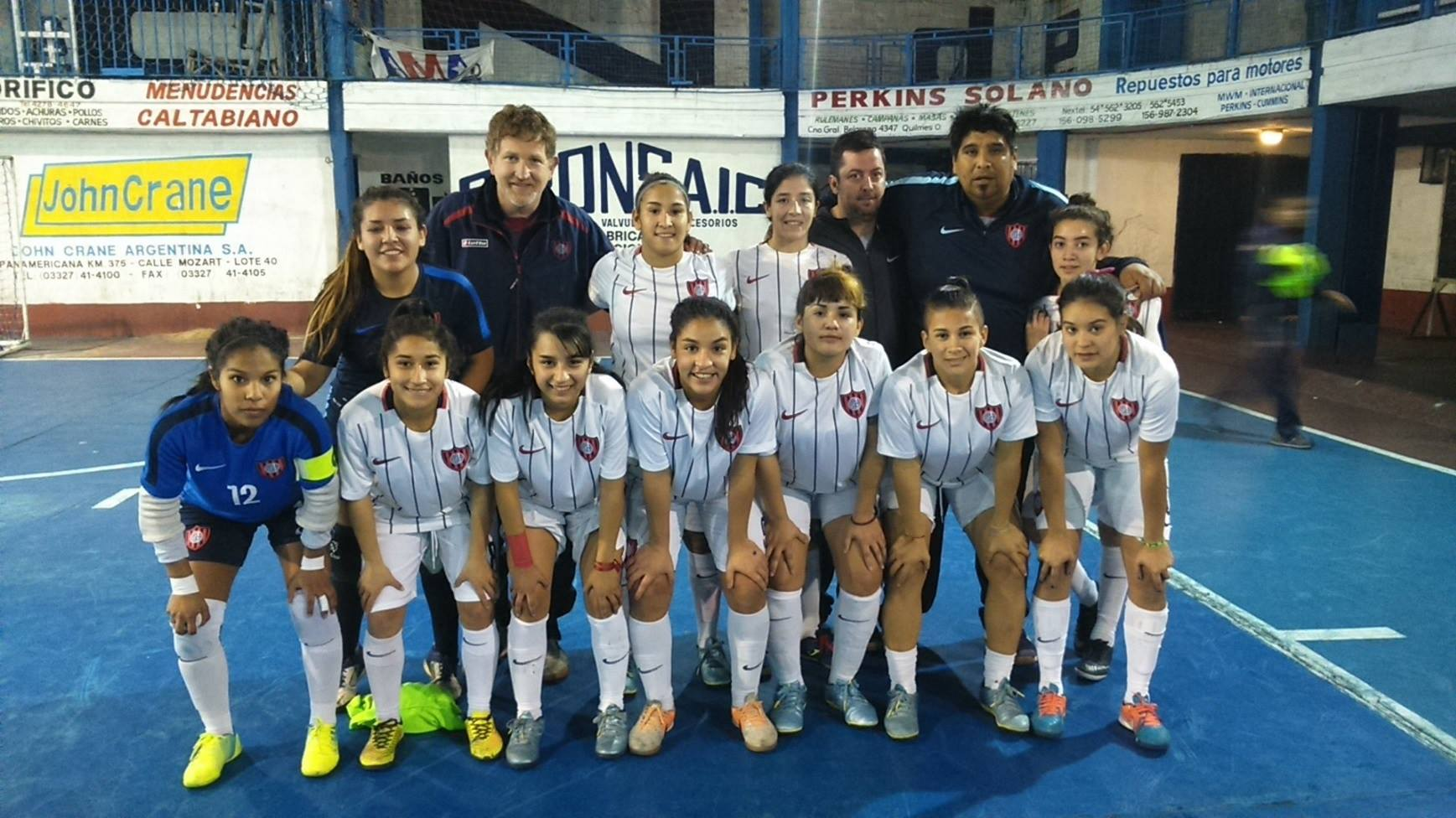
Partido debut de Rocío Vázquez en San Lorenzo.

## Debut en la Primera División de San Lorenzo
Su debut en la primera división de fútbol once sería el primero en llegar. Fue el 20 de agosto de 2017 por la  primera fecha del Torneo de Fútbol Femenino 2017-2018 frente a Estudiantes de La Plata en City Bell. Dicho partido fue victoria de San Lorenzo por 3-0 frente al pincha. El debut en la primera división de futsal llegaría poco después, el 3 de septiembre de 2017 en un partido por los octavos de final de la Copa Argentina 2017 frente a SECLA. En esta ocasión San Lorenzo se quedaría con el pase a los cuartos de final luego de vencer al conjunto de Avellaneda por 7-1 con dos tantos de Rocío.

## Palmarés

### Títulos nacionales de Futsal AFA - Tercera División

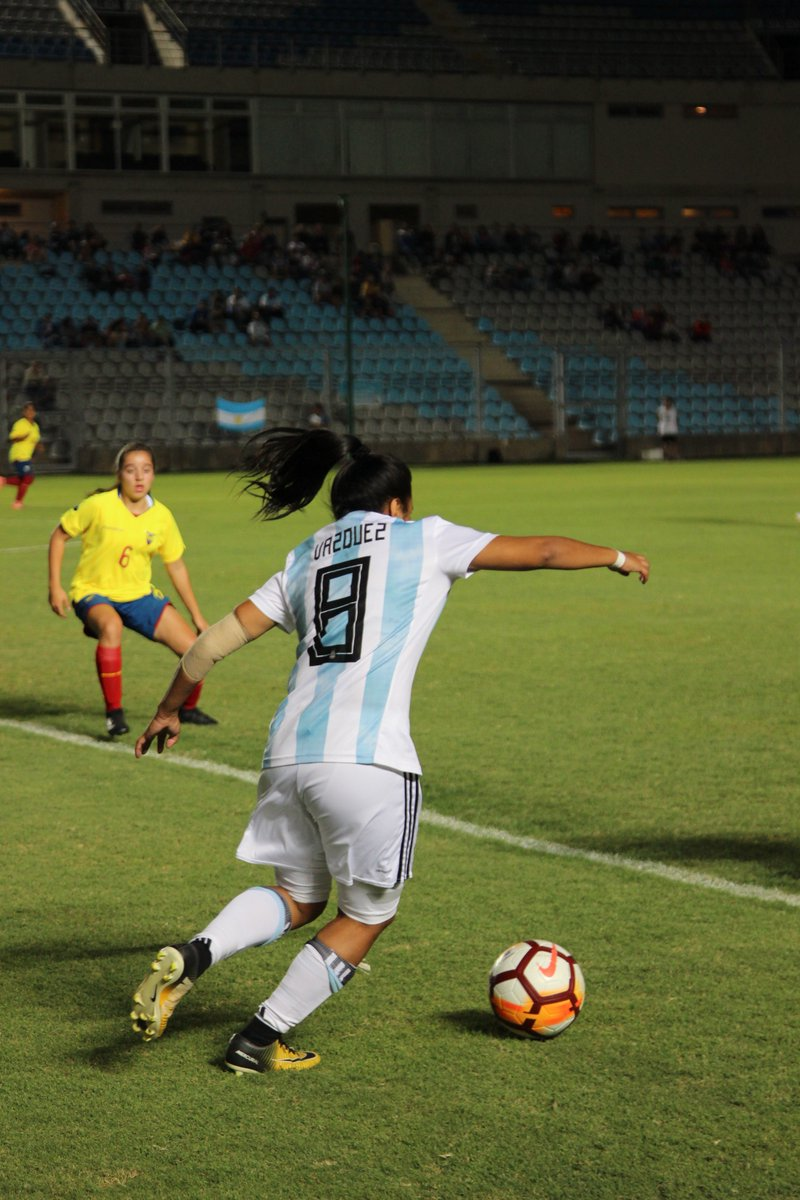
Rocío Vázquez disputando el Sudamericano Sub-17 con la Selección Argentina.

| Título               | Club        | País      | Año  |
| -------------------- | ----------- | --------- | ---- |
| Torneo Apertura 2017 | San Lorenzo | Argentina | 2017 |
| Torneo Clausura 2019 | San Lorenzo | Argentina | 2019 |
| Torneo Anual         | San Lorenzo | Argentina | 2019 |
| Copa de Oro 2021     | San Lorenzo | Argentina | 2021 |
| Torneo 2022          | San Lorenzo | Argentina | 2022 |

### Títulos nacionales de Futsal AFA
| Título               | Club        | País      | Año  |
| -------------------- | ----------- | --------- | ---- |
| Torneo Clausura 2017 | San Lorenzo | Argentina | 2017 |
| Torneo Anual 2017    | San Lorenzo | Argentina | 2017 |
| Copa Argentina 2018  | San Lorenzo | Argentina | 2018 |
| Supercopa 2019       | San Lorenzo | Argentina | 2019 |
| Liga Nacional 2019   | San Lorenzo | Argentina | 2019 |
| Supercopa 2021       | San Lorenzo | Argentina | 2021 |
| Torneo Único 2021    | San Lorenzo | Argentina | 2021 |
| Copa de Oro 2022     | San Lorenzo | Argentina | 2022 |
| Torneo 2022          | San Lorenzo | Argentina | 2022 |
| Copa de Oro 2024     | San Lorenzo | Argentina | 2024 |

### Títulos nacionales de Fútbol AFA
| Título             | Club        | País      | Año      |
| ------------------ | ----------- | --------- | -------- |
| Primera División A | San Lorenzo | Argentina | Ap. 2021 |